# Shannon Saunders
Shannon Rebecca Saunders (n. 4 de julio de 1994) es una cantante y compositora británica que ganó el concurso de Disney Channel del Reino Unido My Camp Rock 2 en septiembre de 2010. Antes de My Camp Rock 2, Saunders ya había tenido muchos seguidores en YouTube. Actualmente es artista de Walt Disney Records.

## Primeros años
Saunders asistió a Stagecoach Swindon on Saturdays, donde los alumnos pasan tres horas actuando, bailando y cantando.

## Carrera como cantante

### Inicios de su carrera
Antes de entrar a My Camp Rock 2, Saunders empezó en un canal de YouTube en el 2009 e inicio haciendo covers de contabilización de las canciones de muchos artistas, incluyendo los originales que han sido con derechos de autor. A partir del 26 de septiembre de 2010 que cuenta con más de 17.000 suscriptores y más de 2 millones de visitas totales de carga. También ha actuado en los festivales locales, videos de lo que se puede encontrar en YouTube.

### 2010: My Camp Rock 2

#### Primeros escenarios
En 2010, Saunders audicionó para el concurso de talento de Disney Channel Reino Unido My Camp Rock 2, inspirado en la película original de Disney Channel, Camp Rock 2: The Final Jam, que era la segunda serie de la serie anterior en 2009, que fue ganado por Holly Hull. Ella fue elegida como uno de los cuatro finalistas, junto con Ryan Hulme, Parisa Tarjomani y Leanne Fotheringham. En el primer episodio, Saunders, junto con el otro tipo de formación por John Modi y formación en danza por Beth Honan, y se planteó un desafío a ir a música en la calle, en el Covent Garden. En el segundo episodio, ella, junto con los finalistas, se le dio "Introducing Me", cantada por Nick Jonas en Camp Rock 2, a cantar para el resto de la serie, y en ese episodio, en el Festival Internacional de la Juventud y teniendo en cuenta se consejos de Simon Webbe. En el tercer episodio, Saunders y los finalistas se les dijo que tenía que interpretar sus canciones en un concierto en su ciudad natal, sin el apoyo de los otros finalistas o presentadores o los coreógrafos. Saunders se planteó un desafío como un operador de mercado que la ayudara con su actuación. En el siguiente episodio, su actuación ha demostrado, y ella, junto con los finalistas, se muestra la preparación de la Final Jam, que se celebrará en el Koko Club de Londres, Inglaterra.

#### Final
En el siguiente episodio, ella se interpretó "Introducing Me" de The Jam Final, así como cantando "It's On" y "Wouldn't Change a Thing" con los otros finalistas. En el episodio final, todos los finalistas fueron recolectados en escuelas allí, y fueron llevados a la escuela de Saunders - Wootton Bassett integral - donde el presentador Nigel Clarke anunció que era la ganadora y los finalistas volvieron a cantar "It's On".

#### Sencillos ganador
Como premio por ganar la serie, Saunders grabó la canción "Can't Back Down", que fue lanzado a través de iTunes y un vídeo musical fue grabado que fue mostrado en Disney Channel Reino Unido.

### Post My Camp Rock 2
Actualmente se encuentra grabando su álbum debut. Recientemente terminó un curso de Diplomado en Songwriting at BIMM Bristol. Ella ha lanzado la canción tema de princesas Disney, "The Glow", que en Español lo interpreta Martina Stoessel.

### Películas
En septiembre de 2011, la 'canción' de Saunders 'The Glow', hecha para la película 'Princesas Disney', fue lanzada. Este sencillos viene después de la elección de Disney para hacer de ella el rostro de las Princesas Disney. Shannon ha grabado el sencillo 'I See The Light' para la última película animada de Disney Tangled. El video musical de esta canción se muestra en Disney Channel.